# Coelorinchus nazcaensis
Coelorinchus nazcaensis és una espècie de peix de la família dels macrúrids i de l'ordre dels gadiformes.

## Morfologia
- Els mascles poden assolir 40 cm de llargària total.[5][6]

## Alimentació
Menja gambes (Gennadas, Sergestes, Plesionika), misidacis (Paralophogaster glaber), copèpodes (Pleuromamma), calamars i peixos (Chauliodus, Lampanyctus i Myctophidae).

## Hàbitat
És un peix d'aigües profundes que viu entre 225-530 m de fondària.

## Distribució geogràfica
Es troba al sud-est del Pacífic.